# 大弗拉维尼和博兰
大弗拉维尼和博兰（法語：Flavigny-le-Grand-et-Beaurain，法語發音：[flaviɲi lə ɡʁɑ̃ e boʁɛ̃]）是法国上法蘭西大區埃纳省的一个市镇，属于韦尔万区。该市镇于1790-1794年间由大弗拉维尼（Flavigny-le-Grand）和博兰（Beaurain）合并而成。

## 地理
大弗拉维尼和博兰（49°53'27"N, 3°39'53"E）面积13.63 平方千米，位于法国上法蘭西大區埃纳省，该省份为法国北部内陆省份，北起北部省，西接索姆省和瓦兹省，东临阿登省和马恩省，西南至塞纳-马恩省，东北部与比利时接壤。
与大弗拉维尼和博兰接壤的市镇（或旧市镇、城区）包括：欧迪尼、科隆费、吉斯、莱基耶勒圣日耳曼、瓦兹河畔蒙索、皮雪和克朗略、维莱莱吉斯、维耶日法蒂。

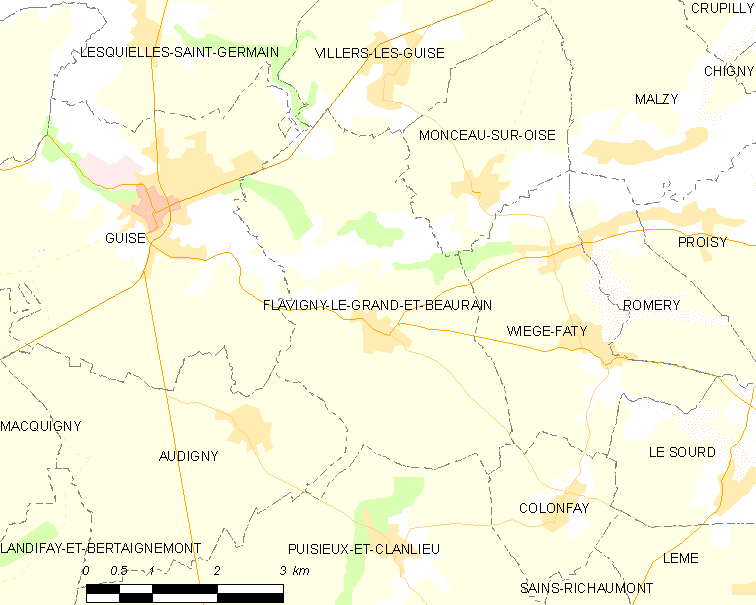
大弗拉维尼和博兰的OSM定位图

大弗拉维尼和博兰的时区为UTC+01:00、UTC+02:00（夏令时）。

## 行政
大弗拉维尼和博兰的邮政编码为02120，INSEE市镇编码为02313。

## 政治
大弗拉维尼和博兰所属的省级选区为吉斯县。

## 人口

1962-2008年间大弗拉维尼和博兰人口变化图示

大弗拉维尼和博兰于2022年1月1日时的人口数量为438人。